# Pseudogaltara
Pseudogaltara é um género de traça pertencente à família Arctiidae.